# Federal Reserve Bank of Chicago

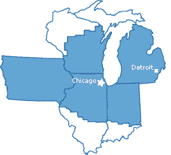
Det sjunde distriktet som Chicago Fed har hand om.

Federal Reserve Bank of Chicago, kallas Chicago Fed,  är en regional centralbank inom USA:s centralbankssystem Federal Reserve System. De har ansvaret för det sjunde distriktet i centralbankssystemet, vilket innebär att de har helt ansvaret för delstaten Iowa samt delar av delstaterna Illinois, Indiana, Michigan och Wisconsin. Chicago Fed använder sig av bokstaven G och siffran 7 för att identifiera sig på de dollar-sedlar som används i distriktet. De har sitt huvudkontor i Chicago i Illinois och leds av Austan Goolsbee.

## Historik
Federal Reserve System har sitt ursprung från den 23 december 1913 när lagen Federal Reserve Act signerades av USA:s 28:e president Woodrow Wilson (D). Den 2 april 1914 meddelade Federal Reserve System att distrikten var bestämda och vart de regionala centralbankerna skulle vara placerade. Den 18 maj grundades samtliga tolv regionala centralbanker medan den 16 november öppnades dessa officiellt.

## Ledare
Källa: 
* = Ordförande för Federal Reserve System.
|             | Person             | Period    |
| ----------- | ------------------ | --------- |
| Bankchefer  |                    |           |
|             | James B. McDougal  | 1914–1934 |
|             | George J. Schaller | 1934–1936 |
| Presidenter |                    |           |
|             | George J. Schaller | 1936–1941 |
|             | Clifford S. Young  | 1941–1956 |
|             | Carl E. Allen      | 1956–1961 |
|             | Charles J. Scanlon | 1962–1970 |
|             | Robert P. Mayo     | 1970–1981 |
|             | Silas Keehn        | 1981–1994 |
|             | Michael H. Moskow  | 1994–2007 |
|             | Charles L. Evans   | 2007–2023 |
|             | Austan Goolsbee    | 2023–     |